# Петрушино (Торопецкий район)
Петрушино — опустевшая деревня в Торопецком районе Тверской области. Входит в состав Плоскошского сельского поселения.

## География
Находится в западной части Тверской области на расстоянии приблизительно 37 км на север-северо-запад по прямой от районного центра города Торопец.

## История
В 1877 году здесь (деревня Холмского уезда Псковской губернии) было учтено 3 двора.

## Население
Численность населения: 17 человек (1877 год), 8 (русские 100 %) в 2002 году, 0 в 2010.